# Maysalun
Maysalun (àrab: ميسلون, Maysalūn) és un coll de l'Anti Líban amb un poble del mateix nom, a Síria, prop de la frontera entre Líban i Síria i a 12 km a l'oest de Damasc, a la governació de Rif Dimashq, a uns 1090 metres d'altura.
És famosa per la batalla de Maysalun. Faysal ibn Husayn, fill del xerif de la Meca havia ocupat Damasc l'1 d'octubre de 1918 i el 8 de març de 1920 es va proclamar rei de Síria i va establir un règim àrab nacionalista dirigit per Hashim al-Atassi que nominalment incloïa Líban ja ocupat per França. L'abril la Conferència de San Remo, considerant els acords secrets entre França i Gran Bretanya (Acord Sykes-Picot) va acordar conferir el mandat de Síria i Líban a França. Faysal i el seu govern no van reconèixer l'acord i el sobirà volia establir negociacions. Els francesos ja ocupaven el Líban des de 1918 i el general Gourad es va disposar des de Beirut a entrar a Síria i van llençar un ultimàtum. El petit exèrcit nacional sirià estava manat pel jove (36 anys) notable de Damasc Yusuf al-Azm (que era ministre de la Guerra) que no es volia rendir, i tot i que Faysal va ordenar no resistir l'avanç francès i va fugir a Suïssa, Yusuf va intentar impedir el pas dels francesos cap a Damasc al coll de Maysalun lliurant gloriosament una batalla que tenia perduda; els francesos manats pel general Mariano Goybet, van derrotar els sirians i Yusuf va morir a la lluita (23 de juliol de 1920). El francesos van ocupar Damasc (24 de juliol) i el mandat fou ratificat per la Societat de Nacions (agost). La independència del Líban (estat de Gran Líban) amb relació a Síria fou proclamada pels francesos l'1 de setembre.